# U.S. Route 20
U.S. Route 20 (ou U.S. Highway 20) é uma autoestrada dos Estados Unidos.
Faz a ligação do Oeste para o Este. A U.S. Route 20 foi construída em 1926 e tem 3 365 milhas (5 415 km).

## Principais ligações
Autoestrada 5 em Albany

 Autoestrada 15 em Idaho Falls

 Autoestrada 25 em Casper

 Autoestrada 29 em Sioux City

 Autoestrada 35 perto de Williams

 Autoestrada 39 /  Autoestrada 90 em Rockford

 Autoestrada 55 perto de Chicago

 Autoestrada 65 em Gary

 Autoestrada 75 perto de Toledo

 Autoestrada 90 at the Innerbelt em Cleveland

 Autoestrada 81 perto de Syracuse

 Autoestrada 91 perto de Springfield